# Kounov (ort i Tjeckien, Mellersta Böhmen)
Kounov är en ort i Tjeckien.   Den ligger i regionen Mellersta Böhmen, i den nordvästra delen av landet, 50 km väster om huvudstaden Prag. Kounov ligger 413 meter över havet och antalet invånare är 496.
Terrängen runt Kounov är platt åt sydost, men åt nordväst är den kuperad. Runt Kounov är det ganska tätbefolkat, med 65 invånare per kvadratkilometer. Närmaste större samhälle är Žatec, 15,7 km nordväst om Kounov. Trakten runt Kounov består till största delen av jordbruksmark.